# Anders Szepessy

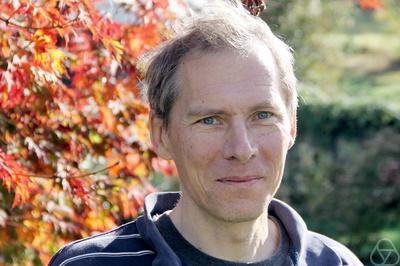
Anders Szepessy

Anders Szepessy – szwedzki matematyk, profesor Królewskiego Instytutu Technicznego (KTH). Zajmuje się równaniami różniczkowymi cząstkowymi (w szczególności stochastycznymi) i metodami numerycznymi.

## Życiorys
Stopień doktora uzyskał w 1989 na Uniwersytecie Technicznym Chalmersa, promotorem doktoratu był Claes Johnson.
Swoje prace publikował m.in. w „Communications on Pure and Applied Mathematics”, „Archive for Rational Mechanics and Analysis" i „Numerische Mathematik”.
W 2006 roku wygłosił wykład sekcyjny na Międzynarodowym Kongresie Matematyków w Madrycie, a w 2019 był wyróżnionym prelegentem (keynote speaker) na konferencji Dynamics, Equations and Applications (DEA 2019).
Jest członkiem Królewskiej Szwedzkiej Akademii Nauk.